# Sollach (Valley)
Sollach ist ein Gemeindeteil von Valley im oberbayerischen Landkreis Miesbach.
Das Dorf liegt circa zwei Kilometer nördlich von Valley. Es ist über die Kreisstraße MB 3 zu erreichen.

## Geschichte
Die älteste Erwähnung Sollachs findet sich in den Traditionen des Klosters Tegernsee unter dem Namen „Solouuan“. Dort wird berichtet, dass ein Ritter Petto von Solouuan eine Leibeigene Irmpurch als Zinspflichtige überträgt. Die Urkunde wird zwischen 1078 und 1091 datiert.
Die früheste Eintragung in den Kirchenbüchern von Sollach betrifft die Taufe der Elisabeth Mair am 19. Dezember 1605. 

## Baudenkmäler
- Katholische Kapelle St. Rochus und St. Sebastian